# Macrotus waterhousii
Macrotus waterhousii là một loài động vật có vú trong họ Dơi mũi lá, bộ Dơi. Loài này được Gray mô tả năm 1843.